# Elecciones estatales de Nayarit de 1993
Las elecciones estatales de Nayarit de 1993 se llevaron a cabo el domingo 4 de julio de 1993, y en ellas se renovaron los siguientes cargos de elección popular en el estado mexicano de Nayarit:
- Gobernador de Nayarit. Titular del Poder Ejecutivo del estado, electo para un periodo de seis años no reelegibles en ningún caso, el candidato electo fue Rigoberto Ochoa Zaragoza.
- 20 ayuntamientos. Compuestos por un Presidente Municipal y regidores, electos para un periodo de tres años no reelegibles para el periodo inmediato.
- 18 Diputados al Congreso del Estado. Electos por mayoría relativa en cada uno de los Distrito Electorales.

## Resultados electorales

### Gobernador
|  | 3.8 % |

|  | 58.9 % |

|  | 26.9 % |

|  | 1.8 % |

|  | 1.3 % |

|  | 0.1 % |

|  | 0.6 % |

|  | 1.1 % |

|  | 1.2 % |

|  | 1.1 % |

|  | 1.5 % |

|  | 1.7 % |

|  | 100.00 % |

### Ayuntamientos

#### Ayuntamiento de Tepic
- Raúl Mejía González  Hecho